# Same Same but Different
Pour plus de détails, voir Fiche technique et Distribution.
Same Same but Different est un film allemand réalisé par Detlev Buck, d'après le roman autobiographique de Benjamin Prüfer (de) publié en 2007, sorti en salles en 2009.

## Synopsis
Benjamin (David Kross), un étudiant allemand, bourlingue en Asie du Sud-Est. Dans un club de nuit à Phnom Penh, il fait la connaissance de Sreykeo, une cambodgienne dont il tombe amoureux en dépit du fait que la jeune femme se prostitue et est atteinte du SIDA.

## Distribution
- David Kross : Ben
- Apinya Sakuljaroensuk : Sreykeo
- Wanda Badwal : Lilli
- Stefan Konarske : Ed
- Jens Harzer : Henry
- Anne Müller : Claudia
- Michael Ostrowski : Alex

## Récompenses et distinctions
- Same Same but Different s'est vu décerner le Variety Piazza Grande Award au Festival international du film de Locarno en 2009.